# Gabriel Pecháček

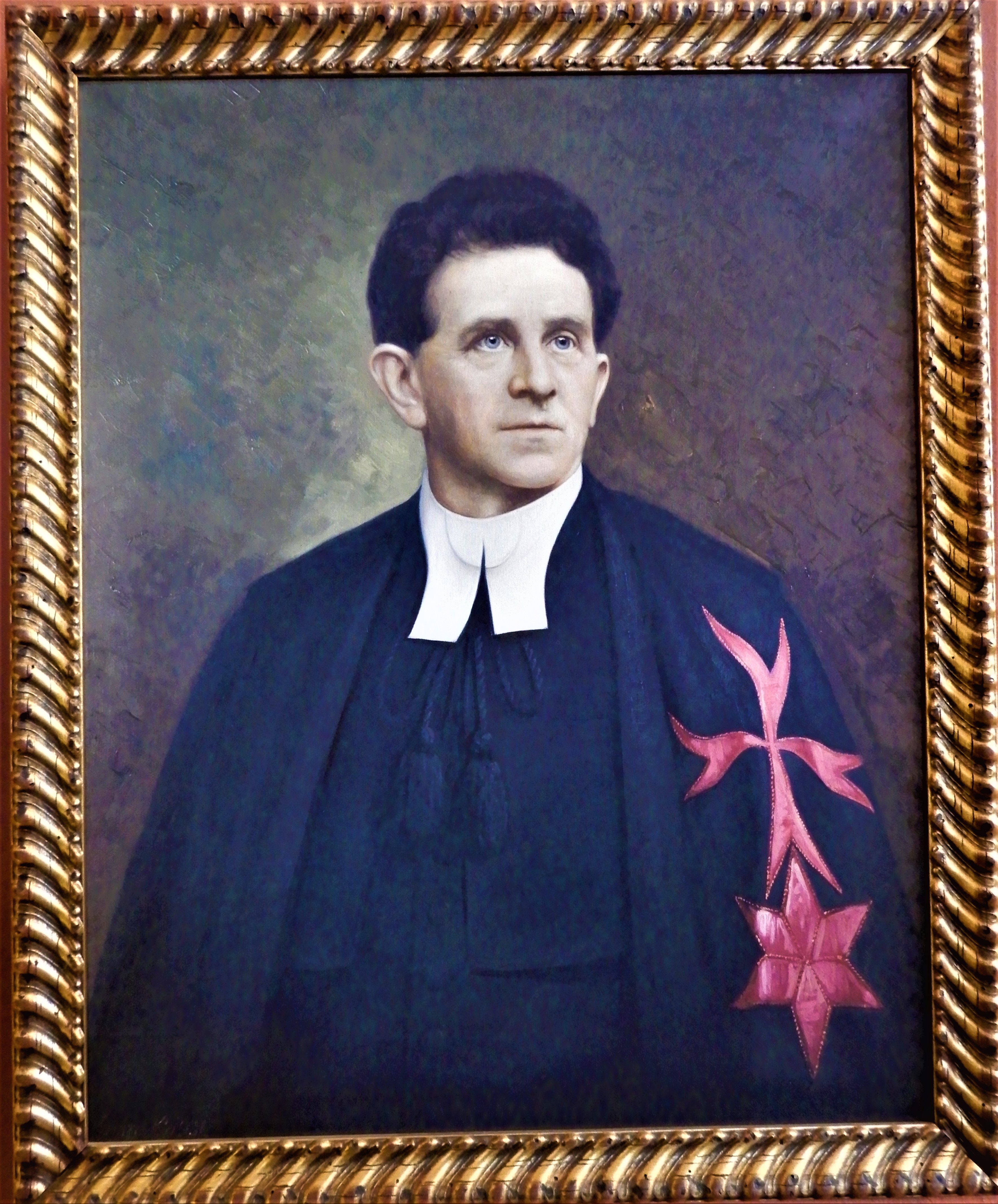
Gabriel Pecháček, křižovnický portrét, kolem 1900

Gabriel Pecháček (25. října 1855 Praha – 20. dubna 1931 Praha) byl český katolický teolog. Byl profesorem pastorální teologie na bohoslovecké fakultě české Karlo-Ferdinandovy univerzity, ve studijním roce 1917/18 byl tamtéž rektorem.

## Život
V roce 1874 maturoval na Akademickém gymnáziu v Praze, téhož roku vstoupil do řádu křižovníků s červenou hvězdou. V letech 1875 – 1879 studoval teologii na bohoslovecké fakultě Karlo-Ferdinandovy univerzity. V roce 1878 přijal kněžské svěcení.
Po studiích byl kaplanem v kostele Nanebevzetí Panny Marie v Tachově, v kostele sv. Václava v Lokti a kostele sv. Františka z Assisi v Praze. V roce 1888 se stal doktorem teologie, učil katechismus na několika gymnáziích v Praze a v diecézním učilišti v Hradci Králové. Od roku 1892 byl mimořádným profesorem pastýřského bohosloví na bohoslovecké fakultě české Karlo-Ferdinandovy univerzity, řádným profesorem byl jmenován v roce 1896. Děkanem fakulty byl ve studijních letech 1897/98, 1903/04 a 1915/16. Ve studijním roce 1917/18 byl pak rektorem samotné univerzity, ve studijním roce 1918/19 prorektorem. Na odpočinek odešel v roce 1926, zemřel po krátké nemoci.

## Dílo
Napsal několik monografií o pastorálním bohosloví, ikonografických předpisech a zpovědi. Psal články do Časopisu katolického duchovenstva a jiných dalších časopisů. Přispíval také do Ottova slovníku naučného.